# Emmesomyia flavipalpis
Emmesomyia flavipalpis är en tvåvingeart som först beskrevs av Wulp 1896.  Emmesomyia flavipalpis ingår i släktet Emmesomyia och familjen blomsterflugor. Inga underarter finns listade i Catalogue of Life.